# Loxobates
Loxobates Thorell, 1877 è un genere di ragni appartenente alla famiglia Thomisidae.

## Distribuzione
Le 10 specie note di questo genere sono diffuse in Asia orientale, Asia sudorientale e Asia meridionale

## Tassonomia
Non sono stati esaminati esemplari di questo genere dal 2009.
A giugno 2014, si compone di 10 specie:
- Loxobates castetsi (Simon, 1906) — India
- Loxobates daitoensis Ono, 1988 — Cina, Giappone
- Loxobates ephippiatus Thorell, 1877[2] — Celebes
- Loxobates kapuri (Tikader, 1980) — India
- Loxobates kawilus Barrion & Litsinger, 1995 — Filippine
- Loxobates masapangensis Barrion & Litsinger, 1995 — Filippine
- Loxobates minor Ono, 2001 — Bhutan, Cina
- Loxobates ornatus Thorell, 1891 — Malaysia
- Loxobates quinquenotatus Thorell, 1895 — Birmania
- Loxobates spiniformis Yang, Zhu & Song, 2006 — Cina